# 姜詩羅
姜詩拉（韓語：강시라；1991年6月13日—），韓國女歌手 曾参加過隱藏歌手太妍特輯，於2016年作為Chung Chun Music練習生参加Mnet選秀節目PRODUCE 101，最終獲得第22名，未能成為I.O.I一員。

## 外部連結
- 姜詩羅的Instagram帳戶
- 姜詩羅的Facebook專頁
- YouTube上的姜詩羅頻道